# Scaphiella williamsi
Scaphiella williamsi är en spindelart som beskrevs av Willis J. Gertsch 1941. Scaphiella williamsi ingår i släktet Scaphiella och familjen dansspindlar.
Artens utbredningsområde är Panama. Inga underarter finns listade i Catalogue of Life.